# NGC 5112
NGC 5112 أو إن جي سي 5112 هيَ مجرة حلزونية ضلعية ضِمن كوكبة السلوقيان. هذه المجرة تقع مادياً بالقُرب من حافة مجرة NGC 5107 القزمة.

## وصلات خارجية
- NGC 5112 على موقع ويكي سكاي: DSS2, SDSS, GALEX, IRAS, Hydrogen α, X-Ray, Astrophoto, Sky Map, Articles and images